# Придушення індійського повстання англійцями
«Придушення індійського заколоту англійцями» — це картина кінця 19 століття російського художника Василя Верещагіна. У роботі зображено кілька сипаїв, що були страчені через вітер диявола після Індійського заколоту 1857 року. Картина імовірно знищена.
Картина входить до Індійської серії. Замислювалась як частина «Великої поеми», присвяченої темі колонізації Індії британцями. Не дочекавшись закінчення переговорів про покупку Туркестанської серії, художник у квітні 1874 року залишає Росію і вирушає до Індії. Індійська подорож тривала два роки. Верещагін жив у Бомбеї, Агрі, Делі, Джайпурі, наприкінці 1874 року здійснює тримісячну подорож до Східних Гімалаїв, в гірське князівство Сіккім, і відразу ж після повернення, у квітні 1875, нову тривалу і важку подорож в області, що поруч з Тибетом, — Кашмір і Ладакх.
Після поїздки до Індії, надихнувшись там історіями про придушення повстання, Верещагін почав розглядувати можливість створення серії картин із зображенням різних форм страти; одним із таких способів був «вітер диявола», коли засудженого прив'язували до дула гармати і розчленовували пострілом з неї.
Після повернення до Європи Верещагін взяв свої картини (пізніше згадується, як його «трилогія страт») на гастролі по Британії та США. Хоча картину Придушення добре сприйняли у США, її критикували члени британського уряду, і її тема була суперечливою серед британської громадськості. Британська корона придбала твір на аукціоні у Нью-Йорку, після чого вона зникла; кілька джерел повідомляють, що робота, можливо, була знищена.
Розташування місця, яке зображено на картині невідоме.
Картина була частиною «Трилогії страт», яка також включала твори «Страта змовників в Росії» та «Розп'яття на хресті у римлян».